# Nilautama cicadiformis
Nilautama cicadiformis är en insektsart som beskrevs av Walker 1859. Nilautama cicadiformis ingår i släktet Nilautama och familjen hornstritar. Inga underarter finns listade i Catalogue of Life.